# Chmara (Sosch)
Die Chmara (russisch Хмара) ist ein Fluss in der Region Smolensk und ein linker Zufluss des Sosch. Der Fluss hat eine Länge von 82 km, sein Einzugsgebiet umfasst 980 km².
Sie fließt durch die Bezirke Glinka und Potschinkowskoi. Die Quelle des Flusses befindet sich im Osten des Potschinkowskoi-Hochlandes, 1,5 km südwestlich des Dorfes Jassenok im Glinkowski Rajon. Die Mündung liegt nordwestlich des Dorfes Basylewka im Potschinkowskoi Rajon. Die Richtung des Flusses wechselt mehrmals von Westen nach Süden und zurück. In den Oberläufen fließt die Chmara durch ein enges Tal, welches sich dann erweitert und eine Breite von 6–8 Kilometer erreicht.

## Nebenflüsse und Ortschaften
Die wichtigsten Nebenflüsse sind:
- linksseitig: Kamenka, Glubotyn und Kotschereschka
- rechtsseitig: Lutschesjanka

Am Fluss gibt es Dörfer: Strigino, Matschuly und Lipki. In der Nähe des Flusses die Stadt Potschinok.

## Herkunft des Namens
Der Name des Flusses scheint aus der altrussischen hamar – Dämmerung zu stammen. In einigen alten Quellen heißt der Fluss Chamora.

## Beschreibung der Flusslandschaft
Das Flusstal hat unterschiedliche Struktur in den verschiedenen Teilen. Vor dem Zusammenfluss mit dem Sosch hat sie eine geringe Betttiefe und ist relativ eng (0,2–0,3 km). Im Chmara-Glubotyn-Gebiet erstreckt sich das Bett über 2–3 km. Im gesamten Verlauf des Flusses gibt es Flussauen, mit einer Breite von 200–250 m. Der Fluss gliedert sich in mehrere Terrassen. Den ersten Terrasse liegt 6–8 m höher als die folgende und streckt sich bis Glubotyn aus (sie hat eine Breite von 2–2,5 m). Die zweite Terrasse ist schmal. Die dritte Terrasse vor Glubotyn erstreckt sich über eine relativ Breite Fläche von (1 bis 3 km) und liegt auf eine Höhe von 15–20 Meter über der Mündung.